# 友士盃十段賽
十段賽，是台灣職業圍棋棋戰之一，由中華職業圍棋協會於2011年底所開辦，海峰棋院承辦。該協會創會理事長即友士公司加藤惇一董事長（2017年去世，董事長由其長女接任，理事長則由何信仁接任，何理事長卸任後理事長則由友士公司加藤純子董事長接任），友士公司贊助冠名為友士盃十段賽，目前為台灣職業圍棋冠軍獎金第四大的杯賽，僅次於名人、棋王、天元。在此前，該協會與友士公司另舉辦友士盃職業棋士磨練賽、友士盃職業圍棋擂台邀請賽，在友士盃十段賽舉辦後，這兩項棋賽停辦。

## 賽制
- 資格賽：採單敗淘汰，依報名人數決定，勝者晉級初賽
- 初賽：採雙敗淘汰制，共取12名進入複賽。
- 複賽：16名棋手(12名初賽+4名保留棋手)進行雙敗淘汰，最後勝部及敗部冠軍進行一局挑戰者決定賽，勝者為挑戰者，敗者為季軍。
- 決賽：五戰三勝制，勝者為「十段」。
- 規則：一律分先，黑先貼六目半。
- 用時：資格賽、初賽每方各一小時，讀秒30秒三次。複賽每方各二小時，讀秒60秒三次，決賽每方各三小時，讀秒60秒五次。
- 複賽保留棋士共4名:上屆十段賽2-4名及上年度女子最強戰冠軍。
- 冠軍獲得「十段」頭銜，並保留於次屆決賽。

## 獎金
- 冠軍獎金新台幣70萬元、亞軍獎金新台幣30萬元、季軍獎金新台幣10萬元。
- 對局費：資格賽、初賽每局新台幣2,000元、複賽每局12,000元，挑戰者決定戰無對局費。

## 賽事沿革
- 友士公司贊助，中華職業圍棋協會辦理之職業圍棋賽，2011年底辦理第一屆。
- 第一屆僅有中華職業圍棋協會之十名職棋會員參賽，採單循環賽，周俊勳與余承叡皆八勝一負爭冠。最後由周俊勳九段直落二擊敗余承叡七品奪冠，獲得十段頭銜及冠軍獎金30萬元。亞軍余承叡則獲得15萬元的獎金，並與第三名林宇翔四段；第四名彭景華七段保留於第二屆本賽。
- 2012年第二屆比賽辦法改為三階段：兩回合初賽(一雙敗一單敗), 16強雙敗淘汰複賽，以及三戰兩勝之挑戰賽。冠亞季軍獎金分別為 30, 15, 5萬元。
- 2014年第四屆比賽獎金提高為冠軍50萬元,亞軍20萬元。
- 2016年第六屆比賽辦法決賽改為五戰三勝之挑戰賽，先三勝者獲得十段頭銜。
- 2021年第十一屆比賽辦法修正
  - 增加資格賽，採單敗淘汰，依報名人數決定，勝者晉級初賽。
  - 修正對局費：資格賽、初賽每局新台幣2,000元、複賽每局12,000元，挑戰者決定戰無對局費。
  - 複賽保留棋士共4名為上屆十段賽2-4名及上年度女子最強戰冠軍。
- 2023年第十三屆比賽辦法修正
  - 複賽保留棋士共4名（上屆十段賽亞軍、季軍、上年度女子最強戰冠軍與外卡1名）。
- 2024年第十四屆比賽辦法修正
  - 複賽保留棋士共3名（上屆十段賽亞軍、季軍、上年度女子最強戰冠軍）。

## 歷屆十段
| 期 | 年份   | 十段        | 比分 | 亞軍        | 勝負表 | 備註         |
| -- | ------ | ----------- | ---- | ----------- | ------ | ------------ |
| 1  | 2011年 | 周俊勳 九段 | 2:0  | 余承叡 七品 | ○○     |              |
| 2  | 2012年 | 周俊勳 十段 | 2:0  | 陳詩淵 九段 | ○○     | 周俊勳二連霸 |
| 3  | 2013年 | 王元均 七段 | 2:1  | 周俊勳 十段 |        |              |
| 4  | 2014年 | 林君諺 六段 | 2:0  | 王元均 十段 | ○○     |              |
| 5  | 2015年 | 蕭正浩 九段 | 2:0  | 林君諺 十段 | ○○     |              |
| 6  | 2016年 | 蕭正浩 十段 | 3:0  | 許皓鋐 三段 | ○○○    | 蕭正浩二連霸 |
| 7  | 2017年 | 王元均 天元 | 3:2  | 蕭正浩 十段 | ●●○○○  |              |
| 8  | 2018年 | 許皓鋐 五段 | 3:1  | 王元均 十段 | ●○○○   |              |
| 9  | 2019年 | 許皓鋐 十段 | 3:0  | 賴均輔 四段 | ○○○    | 許皓鋐二連霸 |
| 10 | 2020年 | 許皓鋐 十段 | 3:1  | 林立祥 八段 | ●○○○   | 許皓鋐三連霸 |
| 11 | 2021年 | 許皓鋐 十段 | 3:0  | 林君諺 八段 | ○○○    | 許皓鋐四連霸 |
| 12 | 2022年 | 許皓鋐 十段 | 3:1  | 陳祈睿 七段 | ○○●○   | 許皓鋐五連霸 |
| 13 | 2023年 | 許皓鋐 十段 | 3:0  | 陳祈睿 七段 | ○○○    | 許皓鋐六連霸 |
| 14 | 2024年 | 許皓鋐 十段 | 3:1  | 賴均輔 九段 | ●○○○   | 許皓鋐七連霸 |

## 外部連結
- Board19 | 圍棋 News（页面存档备份，存于）
- 中華職業圍棋協會（页面存档备份，存于）
- 友士盃十段賽-海峰棋院（页面存档备份，存于）